# Championnat d'Islande de football 1976
Navigation
Saison précédente Saison suivante
La saison 1976 du Championnat d'Islande de football était la 65e édition de la première division islandaise. Les 9 clubs jouent les uns contre les autres lors de rencontres disputées en matchs aller et retour.
L'ÍA Akranes, double tenant, a tenté de conserver son titre de champion d'Islande face aux 8 meilleurs clubs du pays.
C'est le Valur Reykjavik, au terme d'un championnat rallongé (il passe de 56 à 72 matchs pour la saison), qui termine en tête de la 1. Deild et remporte du même coup le 15e titre de son histoire, son premier titre de champion depuis 1967. Le Valur réalise même le doublé en remportant la Coupe d'Islande.
La fédération islandaise décide de passer de 8 à 10 clubs pour la 1. Deild. Ainsi, en fin de saison, un barrage est organisé entre le dernier de 1. Deild et le 2e de 2. Deild. Le vainqueur du barrage joue en 1. Deild, tout comme le champion de 2. Deild qui est promu directement. Le þrottur Reykjavik, tout juste promu parmi l'élite, redescend  en 2. Deild après avoir perdu le match de playoffs face au þor Akureyri, qui accède ainsi à l'élite.

## Les 9 clubs participants
| \| Reykjavik : · Fram - Valur - KR - Vikingur - þrottur ÍBK Keflavík ÍA Akranes Breiðablik Kopavogur FH Hafnarfjörður \| Clubs participants |
| Reykjavik : · Fram - Valur - KR - Vikingur - þrottur ÍBK Keflavík ÍA Akranes Breiðablik Kopavogur FH Hafnarfjörður                          |

| Club                 | Classement 1975 | Stade            | Ville         |
| -------------------- | --------------- | ---------------- | ------------- |
| ÍA Akranes           | 1               | Akranesvöllur    | Akranes       |
| Breiðablik Kopavogur | 2. Deild        | Kópavogsvöllur   | Kopavogur     |
| Fram Reykjavik       | 2               | Laugardalsvöllur | Reykjavik     |
| FH Hafnarfjörður     | 6               | Kaplakrikavöllur | Hafnarfjörður |
| ÍBK Keflavík         | 5               | Keflavíkurvöllur | Keflavík      |
| KR Reykjavik         | 7               | Laugardalsvöllur | Reykjavik     |
| þrottur Reykjavik    | 2. Deild        | Laugardalsvöllur | Reykjavik     |
| Valur Reykjavik      | 3               | Laugardalsvöllur | Reykjavik     |
| Vikingur Reykjavik   | 4               | Laugardalsvöllur | Reykjavik     |

## Compétition

### Classement
Le barème de points servant à établir le classement se décompose ainsi :
- Victoire : 2 points
- Match nul : 1 point
- Défaite : 0 point

| Rang | Équipe                 | Pts | J  | G  | N | P  | Bp | Bc | Diff |
| ---- | ---------------------- | --- | -- | -- | - | -- | -- | -- | ---- |
| 1    | Valur Reykjavik C      | 25  | 16 | 10 | 5 | 1  | 45 | 14 | +31  |
| 2    | Fram Reykjavik         | 24  | 16 | 10 | 4 | 2  | 30 | 16 | +14  |
| 3    | ÍA Akranes             | 21  | 16 | 8  | 5 | 3  | 27 | 19 | +8   |
| 4    | Vikingur Reykjavik     | 18  | 16 | 8  | 2 | 6  | 22 | 21 | +1   |
| 5    | Breiðablik Kopavogur P | 18  | 16 | 8  | 2 | 6  | 21 | 22 | -1   |
| 6    | ÍBK Keflavík T         | 15  | 16 | 6  | 3 | 7  | 22 | 23 | -1   |
| 7    | KR Reykjavik           | 11  | 16 | 3  | 5 | 8  | 20 | 23 | -3   |
| 8    | FH Hafnarfjörður       | 8   | 16 | 2  | 4 | 10 | 11 | 31 | -20  |
| 9    | Þrottur Reykjavik P    | 4   | 16 | 1  | 2 | 13 | 10 | 39 | -29  |

|  | Qualifié pour la Coupe d'Europe des clubs champions 1977-1978 |
|  | Qualifié pour la Coupe des Coupes 1977-1978                   |
|  | Qualifié pour la Coupe UEFA 1977-1978                         |
|  | Barrage de promotion-relégation                               |

### Matchs
| Résultats (▼dom., ►ext.)                                   | Fram | Haf | Brei | Kef | KR  | Val | Akr | Vik | þrot |
| Fram Reykjavik                                             |      | 2-1 | 3-0  | 2-1 | 1-1 | 1-1 | 1-2 | 3-2 | 1-0  |
| FH Hafnarfjörður                                           | 1-2  |     | 0-1  | 0-0 | 0-2 | 0-5 | 0-0 | 1-2 | 1-2  |
| Breiðablik Kopavogur                                       | 0-1  | 3-1 |      | 3-1 | 0-0 | 2-4 | 0-3 | 3-1 | 3-2  |
| ÍBK Keflavík                                               | 0-1  | 6-1 | 1-2  |     | 1-0 | 1-0 | 2-2 | 1-1 | 2-1  |
| KR Reykjavik                                               | 3-4  | 0-1 | 0-1  | 1-2 |     | 1-1 | 1-3 | 1-2 | 4-1  |
| Valur Reykjavik                                            | 1-1  | 5-1 | 1-1  | 2-0 | 2-2 |     | 6-1 | 3-0 | 2-0  |
| ÍA Akranes                                                 | 1-1  | 1-1 | 2-0  | 4-1 | 2-1 | 1-3 |     | 0-1 | 1-0  |
| Vikingur Reykjavik                                         | 2-0  | 0-0 | 1-0  | 2-1 | 1-2 | 2-3 | 0-3 |     | 3-0  |
| Þrottur Reykjavik                                          | 0-6  | 0-2 | 1-2  | 1-2 | 1-1 | 0-6 | 1-1 | 0-2 |      |
| - Victoire à domicile - Match nul - Victoire à l'extérieur |      |     |      |     |     |     |     |     |      |

#### Barrage promotion-relégation
Le dernier de 1. Deild, le þrottur Reykjavik rencontre sur un match au Laugardalsvöllur le club ayant terminé 2e de 2. Deild, le þor Akureyri. Le þor Akureyri remporte la rencontre 2-0 et est promu en 1. Deild tandis que le club de Reykjavik est relégué en 2. Deild.
| 2 septembre 1976 | þor Akureyri (D2) | 2 - 0 | þrottur Reykjavik (D1) | Laugardalsvöllur, Reykjavik |  |
|                  |                   |       |                        |                             |  |

## Bilan de la saison
| Tableau d'Honneur                 |                 |
| Compétition                       | Vainqueur       |
| Championnat d'Islande de football | Valur Reykjavik |
| Coupe d'Islande de football       | Valur Reykjavik |
| Supercoupe d'Islande de football  | ÍBK Keflavík    |

| Qualifications européennes                   |                 |
| Coupe d'Europe des clubs champions 1977-1978 | Qualifié        |
| 1er tour                                     | Valur Reykjavik |
| Coupe des Coupes 1977-1978                   | Qualifié        |
| 1er tour                                     | ÍA Akranes      |
| Coupe UEFA 1977-1978                         | Qualifié        |
| 1er tour                                     | Fram Reykjavik  |

| Promotion et relégation |                                 |
| Relégué en 2. Deild     | þrottur Reykjavik               |
| Promu en 1. Deild       | ÍBV Vestmannaeyjar þor Akureyri |

## Meilleurs buteurs
| # | Buteurs                | Clubs                | Nb de Buts |
| - | ---------------------- | -------------------- | ---------- |
| 1 | Ingi Björn Albertsson  | Valur Reykjavik      | 16         |
| 2 | Guðmunður þorbjörnsson | Valur Reykjavik      | 11         |
| 2 | Hermann Gunnarsson     | Valur Reykjavik      | 11         |
| 4 | Kristinn Jorunðsson    | Fram Reykjavik       | 10         |
| 5 | Hinrik þorhallsson     | Breiðablik Kopavogur | 9          |